# Adioristidius
Adioristidius (лат.) — род мелких жуков-слоников (долгоносиков) из подсемейства Cyclominae (Listroderini). Эндемики Южной Америки. Длина 1,5—4,1 мм. Рострум среднего размера; пронотум субцилиндрический, диск морщинистый; метанэпистернальные швы сзади сросшиеся или облитерированные; надкрылья с выпуклыми промежутками. Adioristidius близок к родам подтрибы Macrostyphlina из трибы Listroderini и близок к родам Amathynetoides, Andesianellus, Macrostyphlus, Nacodius и Puranius.
Питаются на растениях следующих видов: жук Adioristidius chilensis отмечен на Mulinum spp. (Apiaceae); жук Adioristidius tuberculatus — на картофеле (Solanaceae).

## Систематика
Род включает около 20 видов.
- A. anchonoideus — A. carinicollis — A. chilensis — A. costulatus — A. crassirostris — A. cuprisquameus — A. granulatus — A. hirsutus — A. hydanius — A. jorgei — A. lidiae — A. manu — A. morio — A. nivalis — A. pampaensis — A. peruvianus — A. puncticollis — A. scrobicollis — A. similaris — A. subimpressus — A. subtuberculatus — A. sulcicollis — A. tuberculatus — A. variegatus